# El Pípila
El Pípila är en ort i Mexiko.   Den ligger i kommunen San Juan Mazatlán och delstaten Oaxaca, i den sydöstra delen av landet, 500 km sydost om huvudstaden Mexico City. El Pípila ligger 115 meter över havet och antalet invånare är 255.
Terrängen runt El Pípila är platt åt sydväst, men åt nordost är den kuperad. Runt El Pípila är det ganska glesbefolkat, med 28 invånare per kvadratkilometer. Närmaste större samhälle är Los Fresnos, 11,3 km sydväst om El Pípila. Omgivningarna runt El Pípila är en mosaik av jordbruksmark och naturlig växtlighet.